# Ukrajinska nogometna reprezentacija
Ukrajinska nogometna reprezentacija je nogometna reprezentacija iz Ukrajine pod vodstvom Nogometnog saveza Ukrajine. Nakon raspada Sovjetskog Saveza prvu službenu utakmicu odigrali su 29. travnja 1992.
Ukrajinski nogometaši često su igrali za SSSR, a igrači kijevskog Dinama su često formirali njezinu glavninu (Mundijal 1986. i EURO 1988.). Neki od najboljih ukrajinskih nogometaša za vrijeme 1990-ih (kao Andrej Kančelskis, Viktor Onopko i Oleg Salenko) odlučili su igrati za Rusiju jer je prozvana službenim nasljednikom SSSR-a., dok Ukrajina nije igrala na međunarodnim natjecanjima prije 1994. Unatoč ranom nastupu na međunarodnim natjecanjima, na Svjetsko prvenstvo su se kvalificirali tek 2006. 
Iako ima jednog od najboljih svjetskih igrača, Andrija Ševčenka, Ukrajina se nije kvalificirala na veća natjecanja do 2005., a čak tri puta je izgubila u play-offu. Hrvatska ih je zaustavila na putu do Mundijala 1998., Slovenija na putu do EURO-a 2000., a Njemačka na putu do Mundijala 2002.
Nakon neuspjelih kvalifikacija za EURO 2004., Ukrajina je na mjesto trenera postalila Olega Blohina. To se pokazalo kao dobar potez jer se Ukrajina 3. rujna 2005., remizirajući s Gruzijom u Tbilisiju 1:1, kvalificirala na  Sp u Njemačkoj 2006. gdje je došla do osmine finala prije poraza od Italije 3:0.
U listopadu 2019. godine je se Ukrajina s domaćom pobjedom protiv Portugala, treći puta u povijesti osigurala nastup na Europsko prvenstvo u 2020. godini. Ukrajina je završila kvalifikacije na prvom mjestu u skupini B s 20 bodova ispred između ostalog Portugala i Srbije.

## Poznati igrači
Za istaknutije igrače iz sovjetske ere, vidi Nogometna reprezentacija Sovjetskog Saveza:
| - Oleh Lužnyj 52 (0) - Jurij Kalitvincev 22 (1) - Oleksandr Holovko 58 (0) |  | - Vitalij Kosovskyj 25 (2) - Oleg Kuznecov 3 (0) - Hennadij Lytovčenko 4 (0) |  | - Oleksij Myhajlyčenko 2 (0) - Jurij Nikiforov 3 (0) - Serhij Popov 54 (5) |  | - Oleg Protasov 1 (0) - Oleg Salenko 1 (0) - Hennadij Zubov 29 (3) |

## Trenutačni sastav
Zadnji put ažurirano: 5. lipnja 2021.
| 0#0 | Poz. | Igrač                   | Datum rođenja (dob)           | Nastupi | Golovi | Klub            |
| --- | ---- | ----------------------- | ----------------------------- | ------- | ------ | --------------- |
| 1   | G    | Georgij Buščan          | 31. svibnja 1994. (dob: 27)   | 6       | 0      | Dinamo Kijev    |
| 2   | B    | Eduard Sobolj           | 20. travnja 1995. (dob: 26)   | 19      | 0      | Club Brugge     |
| 3   | V    | Georgij Sudakov         | 1. rujna 2002. (dob: 18)      | 2       | 0      | Šahtar Donjeck  |
| 4   | B    | Sergij Kryvcov          | 15. ožujka 1991. (dob: 30)    | 22      | 0      | Šahtar Donjeck  |
| 5   | V    | Sergij Sydorčuk         | 2. svibnja 1991. (dob: 30)    | 36      | 3      | Dinamo Kijev    |
| 6   | V    | Taras Stepanenko        | 8. kolovoza 1989. (dob: 31)   | 61      | 3      | Šahtar Donjeck  |
| 7   | N    | Andrij Jarmolenko       | 23. listopada 1989. (dob: 31) | 93      | 38     | West Ham United |
| 8   | V    | Ruslan Malinovskyj      | 4. svibnja 1993. (dob: 28)    | 36      | 6      | Atalanta        |
| 9   | N    | Roman Jaremčuk          | 27. studenoga 1995. (dob: 25) | 23      | 7      | Gent            |
| 10  | V    | Mykola Šaparenko        | 4. listopada 1998. (dob: 22)  | 11      | 0      | Dinamo Kijev    |
| 11  | V    | Marlos                  | 7. lipnja 1988. (dob: 33)     | 24      | 1      | Šahtar Donjeck  |
| 12  | G    | Andrij Pjatov (kapetan) | 28. lipnja 1984. (dob: 36)    | 96      | 0      | Šahtar Donjeck  |
| 13  | B    | Illja Zabarnyj          | 1. rujna 2002. (dob: 18)      | 7       | 0      | Dinamo Kijev    |
| 14  | V    | Jevgenij Makarenko      | 21. svibnja 1991. (dob: 30)   | 11      | 0      | Kortrijk        |
| 15  | V    | Viktor Cygankov         | 15. studenoga 1997. (dob: 23) | 26      | 6      | Dinamo Kijev    |
| 16  | B    | Vitalij Mykolenko       | 29. svibnja 1999. (dob: 22)   | 15      | 0      | Dinamo Kijev    |
| 17  | B    | Oleksandr Zinčenko      | 15. prosinca 1996. (dob: 24)  | 38      | 5      | Manchester City |
| 18  | V    | Roman Bezus             | 26. rujna 1990. (dob: 30)     | 23      | 5      | Gent            |
| 19  | N    | Artem Bjesjedin         | 31. ožujka 1996. (dob: 25)    | 15      | 2      | Dinamo Kijev    |
| 20  | N    | Oleksandr Zubkov        | 3. kolovoza 1996. (dob: 24)   | 10      | 1      | Ferencváros     |
| 21  | B    | Oleksandr Karavajev     | 2. lipnja 1992. (dob: 29)     | 32      | 1      | Dinamo Kijev    |
| 22  | B    | Mykola Matvijenko       | 2. svibnja 1996. (dob: 25)    | 35      | 0      | Šahtar Donjeck  |
| 23  | G    | Anatolij Trubin         | 1. kolovoza 2001. (dob: 19)   | 2       | 0      | Šahtar Donjeck  |
| 24  | B    | Oleksandr Tymčyk        | 20. siječnja 1997. (dob: 24)  | 4       | 0      | Dinamo Kijev    |
| 25  | B    | Denys Popov             | 17. veljače 1999. (dob: 22)   | 1       | 0      | Dinamo Kijev    |
| 26  | N    | Artem Dovbyk            | 21. lipnja 1997. (dob: 23)    | 2       | 0      | Dnjipro-1       |

## Statistike
| Broj | Igrač               | Godine           | Nastupi | Golovi |
| ---- | ------------------- | ---------------- | ------- | ------ |
| 1    | Anatolij Timoščuk   | 2000. – 2016.    | 144     | 4      |
| 2    | Andrij Ševčenko     | 1995. – 2012.    | 111     | 48     |
| 3    | Ruslan Rotan        | 2003. – 2018.    | 100     | 8      |
| 4    | Oleh Husjev         | 2003. – 2016.    | 98      | 13     |
| 5    | Andrij Pjatov*      | 2007. – trenutno | 93      | 0      |
| 6    | Oleksandr Šovkovski | 1994. – 2012.    | 92      | 0      |
| 7    | Andrij Jarmoljenko* | 2009. – trenutno | 86      | 37     |
| 8    | Jevhen Konopljanka* | 2010. – trenutno | 85      | 21     |
| 9    | Serhij Rebrov       | 1992. – 2006.    | 75      | 15     |
| 10   | Andrij Voronin      | 2002. – 2012.    | 74      | 8      |

| Broj | Igrač               | Godine           | Golovi | Nastupi |
| ---- | ------------------- | ---------------- | ------ | ------- |
| 1    | Andrij Ševčenko     | 1995. – 2012.    | 48     | 111     |
| 2    | Andrij Jarmoljenko* | 2009. – trenutno | 37     | 86      |
| 3    | Jevhen Konopljanka* | 2010. – trenutno | 21     | 85      |
| 4    | Serhij Rebrov       | 1992. – 2006.    | 15     | 75      |
| 5    | Oleh Husjev         | 2003. – 2016.    | 13     | 98      |
| 6    | Serhij Nasarenko    | 2003. – 2012.    | 12     | 56      |
| 7    | Jevhen Seleznjov*   | 2008. – 2018.    | 11     | 58      |
| 08   | Andrij Vorobjej     | 2000. – 2008.    | 9      | 68      |
| 08   | Andrij Husin        | 1993. – 2006.    | 9      | 71      |
| 0 10 | Timerlan Husejnov   | 1993. – 1997.    | 8      | 14      |
| 0 10 | Artem Kravets*      | 2011. – trenutno | 8      | 23      |
| 0 10 | Artem Milevski*     | 2006. – 2012.    | 8      | 50      |
| 0 10 | Andrij Voronin      | 2002. – 2012.    | 8      | 74      |
| 0 10 | Ruslan Rotan        | 2003. – 2018.    | 8      | 93      |

## Uspjesi na velikim natjecanjima
| Prvenstvo                    | Rezultat                   |
| ---------------------------- | -------------------------- |
| Urugvaj 1930.                | Sudjelovala kao dio SSSR-a |
| Italija 1934.                | Sudjelovala kao dio SSSR-a |
| Francuska 1938.              | Sudjelovala kao dio SSSR-a |
| Brazil 1950.                 | Sudjelovala kao dio SSSR-a |
| Švicarska 1954.              | Sudjelovala kao dio SSSR-a |
| Švedska 1958.                | Sudjelovala kao dio SSSR-a |
| Čile 1962.                   | Sudjelovala kao dio SSSR-a |
| Engleska 1966.               | Sudjelovala kao dio SSSR-a |
| Meksiko 1970.                | Sudjelovala kao dio SSSR-a |
| SR Njemačka 1974.            | Sudjelovala kao dio SSSR-a |
| Argentina 1978.              | Sudjelovala kao dio SSSR-a |
| Španjolska 1982.             | Sudjelovala kao dio SSSR-a |
| Meksiko 1986.                | Sudjelovala kao dio SSSR-a |
| Italija 1990.                | Sudjelovala kao dio SSSR-a |
| SAD 1994.                    | Nije sudjelovala           |
| Francuska 1998.              | Nije se kvalificirala      |
| Južna Koreja i Japan 2002.   | Nije se kvalificirala      |
| Njemačka 2006.               | Četvrtzavršnica            |
| Južnoafrička Republika 2010. | Nije se kvalificirala      |
| Brazil 2014.                 | Nije se kvalificirala      |
| Rusija 2018.                 | Nije se kvalificirala      |

| Prvenstvo                  | Rezultat                   |
| -------------------------- | -------------------------- |
| Francuska 1960.            | Sudjelovala kao dio SSSR-a |
| Španjolska 1964.           | Sudjelovala kao dio SSSR-a |
| Italija 1968.              | Sudjelovala kao dio SSSR-a |
| Belgija 1972.              | Sudjelovala kao dio SSSR-a |
| Jugoslavija 1976.          | Sudjelovala kao dio SSSR-a |
| Italija 1980.              | Sudjelovala kao dio SSSR-a |
| Francuska 1984.            | Sudjelovala kao dio SSSR-a |
| SR Njemačka 1988.          | Sudjelovala kao dio SSSR-a |
| Švedska 1992.              | Sudjelovala kao dio SSSR-a |
| Engleska 1996.             | Nije se kvalificirala      |
| Belgija i Nizozemska 2000. | Nije se kvalificirala      |
| Portugal 2004.             | Nije se kvalificirala      |
| Austrija i Švicarska 2008. | Nije se kvalificirala      |
| Poljska i Ukrajina 2012.   | Grupna faza                |
| Francuska 2016.            | Grupna faza                |
| Europa 2020.               | Kvalificirala se           |

## Izbornici
- Broj utakmica unesen do 26. ožujka 2024.

| Godine           | Drž. | Izbornici            | Utakmica | Pobjeda | Neriješeno | Poraza |
| ---------------- | ---- | -------------------- | -------- | ------- | ---------- | ------ |
| 1992.            |      | Viktor Prokopenko    | 3        | 0       | 1          | 2      |
| 1992.            |      | Nikolai Pavlov       | 1        | 0       | 1          | 0      |
| 1993. – 1994.    |      | Oleh Bazilevič       | 11       | 4       | 3          | 4      |
| 1994.            |      | Nikolai Pavlov       | 2        | 0       | 0          | 2      |
| 1994.            |      | Jožef Sabo           | 2        | 1       | 1          | 0      |
| 1995.            |      | Anatolij Konjkov     | 7        | 3       | 0          | 4      |
| 1996. – 1999.    |      | Jožef Sabo           | 32       | 15      | 11         | 6      |
| 2000. – 2001.    |      | Valerij Lobanovskij  | 18       | 6       | 7          | 5      |
| 2002. – 2003.    |      | Leonid Buriak        | 19       | 5       | 6          | 8      |
| 2003. – 2007.    |      | Oleg Blohin          | 46       | 21      | 14         | 11     |
| 2008. – 2009.    |      | Oleksij Myhajlyčenko | 21       | 12      | 5          | 4      |
| 2010.            |      | Miron Markevič       | 4        | 3       | 1          | 0      |
| 2010. – 2011.    |      | Jurij Kalitvintsev   | 8        | 1       | 5          | 2      |
| 2011. – 2012.    |      | Oleg Blohin          | 18       | 7       | 3          | 8      |
| 2012.            |      | Andrij Bal           | 2        | 0       | 1          | 1      |
| 2012.            |      | Oleksandr Zavarov    | 1        | 1       | 0          | 0      |
| 2012. – 2016.    |      | Myhajlo Fomenko      | 37       | 24      | 6          | 7      |
| 2016. – 2021.    |      | Andrij Ševčenko      | 32       | 19      | 9          | 4      |
| 2021. – 2023.    |      | Oleksandr Petrakov   | 15       | 6       | 7          | 2      |
| 2023.            |      | Ruslan Rotan         | 1        | 0       | 0          | 1      |
| 2023. – trenutno |      | Serhij Rebrov        | 10       | 6       | 3          | 1      |